# Římskokatolická farnost u kostela sv. Jana Nepomuckého, České Budějovice
Římskokatolická farnost při kostele sv. Jana Nepomuckého je územním společenstvím římských katolíků v rámci českobudějovického městského vikariátu českobudějovické diecéze.

## O farnosti

### Historie
Kostel sv. Jana Nepomuckého na Lineckém předměstí Českých Budějovic byl vystavěn v letech 1914-1915. První impulz k výstavbě nového kostela byl již v 80. letech 19. století, kdy původní idea byla vystavět českobudějovické diecézi novou katedrálu. Z tohoto úmyslu nakonec sešlo. Kostel byl sice vystavěn, ale katedrálou zůstal kostel sv. Mikuláše v historickém jádru města. Kolem roku 1915 při kostele sv. Jana Nepomuckého krátce působili řeholníci dominikánského řádu. Roku 1925 byla při tomto kostele zřízena nová samostatná farnost.

### Současnost
Roku 2011 byla dokončena zásadní rekonstrukce farního kostela sv. Jana Nepomuckého. Dne 21. srpna 2011 zemřel dlouholetý farář farnosti, kanovník českobudějovické katedrální kapituly a bývalý kapitulní vikář, Mons. Josef Kavale. Od září roku 2012 byl farářem Mons. Václav Habart. Od roku 2019 se stal administrátorem farnosti dosavadní farní vikář, R.D. Bc. Pavel Bicek.
| Kostel                      | Místo              | Bohoslužba                  | Bohoslužba      | Poznámka     |
| --------------------------- | ------------------ | --------------------------- | --------------- | ------------ |
| Kostel sv. Jana Nepomuckého | České Budějovice 7 | neděle pondělí středa pátek | 9.30 8.00 18.00 | farní kostel |